# 波床昌則
波床 昌則（はとこ まさのり）は、日本の裁判官。東京高等裁判所判事などを経て、弁護士。東京大学卒業。

## 経歴
- 1995年4月1日 - 盛岡地方裁判所・盛岡家庭裁判所判事
- 1997年4月1日 - 東京地方裁判所判事
- 2000年3月25日 - 最高裁判所司法研修所教官
- 2004年4月1日 - 東京高等裁判所判事
- 2007年1月15日 - 東京地方裁判所部総括判事
- 2010年 - 千葉地方裁判所部総括判事
- 2012年 - 依願退官
  - 公立大学法人和歌山県立医科大学監事[1]

## 主な裁判
- 平和神軍観察会事件（無罪）

## 著書・論文
- 『正当防衛における急迫不正の侵害』（大塚仁、佐藤文哉編『新実例刑法（総論）』所収）（青林書院、2001年2月）